# Набарклас
Наба́рклас (кат. Navarcles) - муніципалітет, розташований в Автономній області Каталонія, в Іспанії. Код муніципалітету за номенклатурою Інституту статистики Каталонії - 81402. Знаходиться у районі (кумарці) Бажас (коди району - 07 та BG) провінції Барселона, згідно з новою адміністративною реформою перебуватиме у складі Баґарії (округи) Центральна Каталонія. 

## Населення
Населення міста (у 2007 р.) становить 5.732 особи (з них менше 14 років - 14,1%, від 15 до 64 - 67,6%, понад 65 років - 18,3%). У 2006 р. народжуваність склала 49 осіб, смертність - 70 осіб, зареєстровано 27 шлюбів. У 2001 р. активне населення становило 2.752 особи, з них безробітних - 260 осіб.

Серед осіб, які проживали на території міста у 2001 р., 4.024 народилися в Каталонії (з них 3.402 особи у тому самому районі, або кумарці), 1.213 осіб приїхало з інших областей Іспанії, а 113 осіб приїхало з-за кордону. 

Університетську освіту має 8,5% усього населення. 

У 2001 р. нараховувалося 1.798 домогосподарств (з них 13,6% складалися з однієї особи, 26,6% з двох осіб,24,9% з 3 осіб, 24,6% з 4 осіб, 7,1% з 5 осіб, 2,7% з 6 осіб, 0,4% з 7 осіб, 0% з 8 осіб і 0,1% з 9 і більше осіб).

Активне населення міста у 2001 р. працювало у таких сферах діяльності : у сільському господарстві - 1,3%, у промисловості - 41,7%, на будівництві - 12,2% і у сфері обслуговування - 44,9%. 

 У муніципалітеті або у власному районі (кумарці) працює 1.655 осіб, поза районом - 1.399 осіб.

### Доходи населення
У 2002 р. доходи населення розподілялися таким чином :
| \| Доходи населення за статтями доходів \| Доходи населення за статтями доходів \| Доходи населення за статтями доходів \| \| Рік \| 2002 р. \| 2001 р. \| \| ------------------------------------ \| ------------------------------------ \| ------------------------------------ \| \| Заробітна платня \| 53,8% \| 55% \| \| Доходи від ведення бізнесу \| 25,2% \| 24,9% \| \| Соціальна допомога \| 21% \| 20,1% \| |         |         |
| Доходи населення за статтями доходів |         |         |
| Рік | 2002 р. | 2001 р. |
| Заробітна платня | 53,8%   | 55%     |
| Доходи від ведення бізнесу | 25,2%   | 24,9%   |
| Соціальна допомога | 21%     | 20,1%   |

### Безробіття
У 2007 р. нараховувалося 221 безробітний (у 2006 р. - 233 безробітних), з них чоловіки становили 28,1%, а жінки - 71,9%.

## Економіка
У 1996 р. валовий внутрішній продукт розподілявся по сферах діяльності таким чином :
| \| Валовий внутрішній продукт \| Валовий внутрішній продукт \| Валовий внутрішній продукт \| \| Рік \| 1996 р. \| 1991 р. \| \| -------------------------- \| -------------------------- \| -------------------------- \| \| Сільське господарство \| 1,2% \| 1% \| \| Промисловість \| 49,7% \| 61% \| \| Будівництво \| 7% \| 7,9% \| \| Послуги \| 42,1% \| 30,1% \| |         |         |
| Валовий внутрішній продукт |         |         |
| Рік | 1996 р. | 1991 р. |
| Сільське господарство | 1,2%    | 1%      |
| Промисловість | 49,7%   | 61%     |
| Будівництво | 7%      | 7,9%    |
| Послуги | 42,1%   | 30,1%   |

### Підприємства міста

#### Промислові підприємства
| \| Промислові підприємства міста, за сферою діяльності \| Промислові підприємства міста, за сферою діяльності \| Промислові підприємства міста, за сферою діяльності \| \| Рік \| 2002 р. \| 2001 р. \| \| --------------------------------------------------- \| --------------------------------------------------- \| --------------------------------------------------- \| \| Енергетичні та водні ресурси \| 3,6% \| 3,5% \| \| Хімія та метали \| 3,6% \| 3,5% \| \| Переробка металів \| 33,3% \| 37,2% \| \| Продукти харчування \| 3,6% \| 3,5% \| \| Текстиль \| 33,3% \| 32,6% \| \| Виробництво меблів, видання \| 17,9% \| 15,1% \| \| Інше \| 4,8% \| 4,7% \| \| Усього підприємств \| 84 \| 86 \| |         |         |
| Промислові підприємства міста, за сферою діяльності |         |         |
| Рік | 2002 р. | 2001 р. |
| Енергетичні та водні ресурси | 3,6%    | 3,5%    |
| Хімія та метали | 3,6%    | 3,5%    |
| Переробка металів | 33,3%   | 37,2%   |
| Продукти харчування | 3,6%    | 3,5%    |
| Текстиль | 33,3%   | 32,6%   |
| Виробництво меблів, видання | 17,9%   | 15,1%   |
| Інше | 4,8%    | 4,7%    |
| Усього підприємств | 84      | 86      |

#### Роздрібна торгівля
| \| Підприємства роздрібної торгівлі міста, за сферою діяльності \| Підприємства роздрібної торгівлі міста, за сферою діяльності \| Підприємства роздрібної торгівлі міста, за сферою діяльності \| \| Рік \| 2002 р. \| 2001 р. \| \| ------------------------------------------------------------ \| ------------------------------------------------------------ \| ------------------------------------------------------------ \| \| Продукти харчування \| 41,4% \| 45,7% \| \| Одяг та взуття \| 11,4% \| 11,4% \| \| Товари для дому \| 12,9% \| 11,4% \| \| Книги та періодичні видання \| 1,4% \| 1,4% \| \| Промислова хімічна продукція \| 14,3% \| 12,9% \| \| Продукція, пов'язана з транспортними засобами \| 1,4% \| 0% \| \| Інше \| 17,1% \| 17,1% \| \| Усього підприємств \| 70 \| 70 \| |         |         |
| Підприємства роздрібної торгівлі міста, за сферою діяльності |         |         |
| Рік | 2002 р. | 2001 р. |
| Продукти харчування | 41,4%   | 45,7%   |
| Одяг та взуття | 11,4%   | 11,4%   |
| Товари для дому | 12,9%   | 11,4%   |
| Книги та періодичні видання | 1,4%    | 1,4%    |
| Промислова хімічна продукція | 14,3%   | 12,9%   |
| Продукція, пов'язана з транспортними засобами | 1,4%    | 0%      |
| Інше | 17,1%   | 17,1%   |
| Усього підприємств | 70      | 70      |

#### Сфера послуг
| \| Підприємства міста, що працюють у сфері послуг, за діяльністю \| Підприємства міста, що працюють у сфері послуг, за діяльністю \| Підприємства міста, що працюють у сфері послуг, за діяльністю \| \| Рік \| 2002 р. \| 2001 р. \| \| ------------------------------------------------------------- \| ------------------------------------------------------------- \| ------------------------------------------------------------- \| \| Гуртова торгівля \| 10,7% \| 11,2% \| \| Готелі та готельний бізнес \| 14,3% \| 15,7% \| \| Транспорт та зв'язок \| 23,6% \| 23,1% \| \| Посередницькі фінансові послуги \| 5% \| 5,2% \| \| Послуги підприємствам \| 2,1% \| 1,5% \| \| Послуги фізичним особам \| 32,1% \| 33,6% \| \| Нерухомість та ін. \| 12,1% \| 9,7% \| \| Усього підприємств \| 140 \| 134 \| |         |         |
| Підприємства міста, що працюють у сфері послуг, за діяльністю |         |         |
| Рік | 2002 р. | 2001 р. |
| Гуртова торгівля | 10,7%   | 11,2%   |
| Готелі та готельний бізнес | 14,3%   | 15,7%   |
| Транспорт та зв'язок | 23,6%   | 23,1%   |
| Посередницькі фінансові послуги | 5%      | 5,2%    |
| Послуги підприємствам | 2,1%    | 1,5%    |
| Послуги фізичним особам | 32,1%   | 33,6%   |
| Нерухомість та ін. | 12,1%   | 9,7%    |
| Усього підприємств | 140     | 134     |

## Житловий фонд
У 2001 р. 2,9% усіх родин (домогосподарств) мали житло метражем до 59 м2, 30,2% - від 60 до 89 м2, 48,4% - від 90 до 119 м2 і
18,5% - понад 120 м2.

З усіх будівель у 2001 р. 61% було одноповерховими, 31% - двоповерховими, 6
% - триповерховими, 1,6% - чотириповерховими, 0,3% - п'ятиповерховими, 0,1% - шестиповерховими,
0% - семиповерховими, 0% - з вісьмома та більше поверхами.

## Автопарк
| \| Автомобілі, зареєстровані у місті, за призначенням \| Автомобілі, зареєстровані у місті, за призначенням \| Автомобілі, зареєстровані у місті, за призначенням \| \| Рік \| 2006 р. \| 2005 р. \| \| -------------------------------------------------- \| -------------------------------------------------- \| -------------------------------------------------- \| \| Приватні автомобілі \| 67,2% \| 67,4% \| \| Мотоцикли \| 10,5% \| 10,1% \| \| Вантажівки \| 17,9% \| 18,4% \| \| Трактори \| 0,1% \| 0,1% \| \| Автобуси та ін. \| 4,3% \| 4,1% \| \| Усього автомобілів \| 4.403 шт. \| 4.319 шт. \| |           |           |
| Автомобілі, зареєстровані у місті, за призначенням |           |           |
| Рік | 2006 р.   | 2005 р.   |
| Приватні автомобілі | 67,2%     | 67,4%     |
| Мотоцикли | 10,5%     | 10,1%     |
| Вантажівки | 17,9%     | 18,4%     |
| Трактори | 0,1%      | 0,1%      |
| Автобуси та ін. | 4,3%      | 4,1%      |
| Усього автомобілів | 4.403 шт. | 4.319 шт. |

## Вживання каталанської мови
У 2001 р. каталанську мову у місті розуміли 97,4% усього населення (у 1996 р. - 98%), вміли говорити нею 83,1% (у 1996 р. - 
88%), вміли читати 82,5% (у 1996 р. - 84,9%), вміли писати 57,9
% (у 1996 р. - 66,4%). Не розуміли каталанської мови 2,6%.

## Політичні уподобання
У виборах до Парламенту Каталонії у 2006 р. взяло участь 2.840 осіб (у 2003 р. - 3.112 осіб). Голоси за політичні сили розподілилися таким чином:
| \| Вибори до Парламенту Каталонії \| Вибори до Парламенту Каталонії \| Вибори до Парламенту Каталонії \| \| Рік \| 2006 р. \| 2003 р. \| \| -------------------------------------- \| ------------------------------ \| ------------------------------ \| \| Конвергенція та Єднання (CiU) \| 39% \| 39,9% \| \| Соціалістична партія Каталонії (PSC) \| 27,7% \| 28,2% \| \| Народна партія (PP) \| 5,3% \| 4,9% \| \| Ініціатива за зелену Каталонію (IC) \| 10,2% \| 8,3% \| \| Республіканська лівиця Каталонії (ERC) \| 15,6% \| 17,9% \| \| Громадянська партія (C's) \| 0,7% \| 0% \| \| Інші \| 1,5% \| 0,8% \| |         |         |
| Вибори до Парламенту Каталонії |         |         |
| Рік | 2006 р. | 2003 р. |
| Конвергенція та Єднання (CiU) | 39%     | 39,9%   |
| Соціалістична партія Каталонії (PSC) | 27,7%   | 28,2%   |
| Народна партія (PP) | 5,3%    | 4,9%    |
| Ініціатива за зелену Каталонію (IC) | 10,2%   | 8,3%    |
| Республіканська лівиця Каталонії (ERC) | 15,6%   | 17,9%   |
| Громадянська партія (C's) | 0,7%    | 0%      |
| Інші | 1,5%    | 0,8%    |

У муніципальних виборах у 2007 р. взяло участь 3.194 особи (у 2003 р. - 3.270 осіб). Голоси за політичні сили розподілилися таким чином:
| \| Муніципальні вибори \| Муніципальні вибори \| Муніципальні вибори \| \| Рік \| 2007 р. \| 2003 р. \| \| -------------------------------------- \| ------------------- \| ------------------- \| \| Конвергенція та Єднання (CiU) \| 34,5% \| 40,9% \| \| Соціалістична партія Каталонії (PSC) \| 44,8% \| 36% \| \| Народна партія (PP) \| 2,6% \| 0% \| \| Ініціатива за зелену Каталонію (IC) \| 6,8% \| 10,2% \| \| Республіканська лівиця Каталонії (ERC) \| 5,2% \| 6,5% \| \| Громадянська партія (C's) \| 0% \| 0% \| \| Інші \| 6,1% \| 6,3% \| |         |         |
| Муніципальні вибори |         |         |
| Рік | 2007 р. | 2003 р. |
| Конвергенція та Єднання (CiU) | 34,5%   | 40,9%   |
| Соціалістична партія Каталонії (PSC) | 44,8%   | 36%     |
| Народна партія (PP) | 2,6%    | 0%      |
| Ініціатива за зелену Каталонію (IC) | 6,8%    | 10,2%   |
| Республіканська лівиця Каталонії (ERC) | 5,2%    | 6,5%    |
| Громадянська партія (C's) | 0%      | 0%      |
| Інші | 6,1%    | 6,3%    |